# José Salcedo Palomeque
José Salcedo Palomeque (Ciudad Real, 1949 - Madrid, 19 de setembre de 2017) va ser un muntador de pel·lícules espanyol amb més de 120 aparicions en els crèdits de les pel·lícules. Va tenir una extensa col·laboració amb el director Pedro Almodóvar, ha editat totes les pel·lícules d'Almodóvar des de 1980 fins a la seva mort. El mateix Almodóvar ha estat dit el «director més famós d'Espanya des de Luis Buñuel».
Salcedo ha estat nominat diverses vegades al Goya al millor muntatge, i va guanyar el premi tres vegades amb: Mujeres al borde de un ataque de nervios (1988), Nadie hablará de nosotras cuando hayamos muerto (1995), i Todo sobre mi madre (1999). Va ser honrat en 2017 amb la Medalla d'Or de la Acadèmia de les Arts i les Ciències Cinematogràfiques d'Espanya.

## Filmografia
- El desencanto (1976)
- Camada negra (1977)
- Navajeros (1980)
- Pepi, Luci, Bom y otras chicas del montón (1980).
- Maravillas (1981)
- La mujer del ministro (1981)
- Laberinto de pasiones (1982)
- Demonios en el jardín (1982)
- Colegas (1982)
- Entre tinieblas (1983)
- ¿Qué he hecho yo para merecer esto? (1984)
- Matador (1986)
- La ley del deseo (1987)
- Remando al viento (1988)
- Mujeres al borde de un ataque de nervios (1988).[5]
- ¡Átame! (1990)
- Don Juan en los infiernos (1991)
- Tacones lejanos (1991)
- La leyenda del viento del Norte (1992)
- El maestro de esgrima (1992)
- Kika (1993)
- El rey del río (1995)
- Nadie hablará de nosotras cuando hayamos muerto (1995)
- La flor de mi secreto (1995)
- A ciegas (1997)
- Amor de hombre (pel·lícula) (1997)
- Carne trémula (1997)[6]
- Doña Bárbara (1998)
- Entre las piernas (1999)
- Todo sobre mi madre (1999).
- Km. 0 (2000)
- Leo (2000)
- Sin noticias de Dios (2001)
- Hable con ella (2002)
- La mala educación (2004)
- Reinas (2005)
- Vida y color (2005)
- Volver (2006)
- Alatriste (2006)
- Sólo quiero caminar (2008)
- Los abrazos rotos (2009)[7]
- La piel que habito (2011)
- Los amantes pasajeros (2013)
- La ignorancia de la sangre (2014)
- Julieta (2016).

## Premis
Medalles del Cercle d'Escriptors Cinematogràfics
| Any  | Categoria       | Pel·lícula            | Resultat  |
| ---- | --------------- | --------------------- | --------- |
| 1993 | Millor muntatge | El maestro de esgrima | Guanyador |

Premis Goya
| Any  | Categoria       | Pel·lícula                                      | Resultat  |
| ---- | --------------- | ----------------------------------------------- | --------- |
| 1988 | Millor muntatge | Mujeres al borde de un ataque de nervios        | Guanyador |
| 1995 | Millor muntatge | Nadie hablará de nosotras cuando hayamos muerto | Guanyador |
| 1999 | Millor muntatge | Todo sobre mi madre                             | Guanyador |